# Iouri Onoufrienko
Iouri Ivanovitch Onoufrienko (en russe : Юрий Иванович Онуфриенко) est un cosmonaute russe né le 6 février 1961.

## Vols réalisés
- Le 21 février 1996, Iouri Onoufrienko s'envole à bord de Soyouz TM-23 pour Mir EO-21, la 25e mission vers la station spatiale Mir. Il y séjourne plus de 193 jours, successivement en compagnie de Iouri Oussatchev, Shannon Lucid et Claudie André-Deshays. Il revient sur Terre le 2 septembre 1996.
- Il est commandant de l'Expédition 4, s'envolant le 5 décembre 2001 à bord du vol STS-108 effectué par la navette spatiale Endeavour, et revenant sur Terre le 19 juin 2002 avec le vol STS-111, également à bord d'Endeavour.